# مطالعات دانشگاهی غربی قرآن
این مقاله به مطالعات دانشگاهی غربی قرآن (به انگلیسی: Western scholarship and the Qur'an)، تاریخچه و تحولات آن می‌پردازد. در ابتدای قرن بیستم میلادی «مطالعات دانشگاهی غربی قرآن» معادل با نوشتارهای محققانه دانشگاهیان غیرمسلمان اروپایی دربارهٔ قرآن بود. اما چنین فهمی از «مطالعات دانشگاهی غربی» قابل تعمیم به مابقی قرن بیستم میلادی نیست زیرا از یک طرف این تعریف اجازه شمول نوشتارهایی که نویسنده آنها خودش را مسلمان بداند را نمی‌دهد، و از طرف دیگر اعمال لفظ «محققانه» به دنیای روشنفکری‌ای که از لحاظ روش‌شناسی و فرهنگی بسیار متکثر بوده غیرواقعی خواهد بود. به عقیده آندرو ریپین، امروزه ترسیم خط بندی مشخص و معناداری بین مفسر مسلمانی که در اروپا به تفسیر قرآن مشغول است و استاد دانشگاهی که در آمریکا در حوزه رشته الاهیات فعالیت می‌کند با پیچیدگی‌هایی همراه خواهد بود. جهت مشخص کردن نحوه نگاه مطالعات دانشگاهی غربی عموماً در بحث‌های امروزی از لفظ «سکولار» استفاده می‌شود که به معنی جستجوی نقدآمیز و بدون غرض (غیر ستیزه‌آمیز) دانش، بدون اینکه با ملاحظات مذهبی محدود شده باشد، می‌باشد. اما بگفته ریپین مشکلی که در اینجا وجود دارد این است که چگونه نوشتارهای ستیزه‌آمیز سکولار را از نوشتارهای غیرستیزه‌آمیز سکولار جدا کنیم خصوصاً اینکه نوشتارهای ستیزه‌آمیز (که در اینترنت یا به طریق سنتی به چاپ می‌رسند) اغلب سعی در این دارند که خودشان را به عنوان نوشتارهای محققانه جا بزنند. یکی از راه‌هایی که کسی ممکن است جهت خروج از این وضعیت پیشنهاد کند جایگزینی لفظ «سکولار» با «بی منفعت»(به انگلیسی: disinterested) است، اما در اینجا نیز مشکل سیاسی شدن موضوع «انگیزه انجام تحقیقات دربارهٔ اسلام» است که از زمان چاپ کتاب شرق‌شناسی ادوارد سعید در سال ۱۹۷۸ میلادی مطرح شده‌است. ادوارد سعید این اتهام را مطرح کرد که «تحقیقات بی منفعت» غربیان در واقع در سطح خودآگاه و ناخودآگاه به پیشفرض‌های اجتماعی و سیاسی و ایدئولوژیک آلوده شده‌است که بسیاری از آنها ادامه ویژگی‌ها و صفات دوران استعمار را بازتاب می‌دهند. البته این موضوع فقط به بررسی اسلام محدود نبوده و به تحقیق در مورد ادیان دیگر نیز اطلاق می‌شود. محافل آکادمیک امروزه به‌شکل فزاینده‌ای بیان خالی اینکه «دانشگاهیان مذاهب را از دیدگاه سکولار بررسی می‌کنند» را کافی ندانسته و این نکته را می‌پذیرند که «نگاه سکولار، مانند نگاه مذهبی، یک دیدگاه است که ارزش‌هایی مخصوص به خود را حمل می‌کند؛ و اینکه دیدگاه سکولار به همان اندازه می‌تواند مدعی بیان حقیقت مطلق باشد که دیدگاه مذهبی می‌تواند باشد.»